# Rokunohe
Rokunohe (六戸町?) è una cittadina giapponese della prefettura di Aomori.